# Blindgafel
Blindgafel, watersaling - rozpórka stosowana na niektórych żaglowcach, oparta prostopadle o bukszpryt, zwiększająca kąt działania waterbaksztagu na bukszpryt, a przez to zwiększająca jego usztywniające działanie. Stosowana jest przy dłuższych bukszprytach lub wąskich dziobach.
Waterbaksztagi, a co za tym idzie - blindgafle, pracują w płaszczyźnie zbliżonej do poziomej, i występują symetrycznie na burtach. Na niektórych żaglowcach (np. Dar Młodzieży) funkcję blindgafli spełniają wykusze pokładu w dziobowej części jednostki, znajdujące się (po jednym) na każdej z burt. Do każdego z tych wykuszy biegną waterbaksztagi danej burty. Wykusze te nazywane są również blindgaflami.
Blindgafel nie ma nic wspólnego z gaflem oprócz zbieżności nazw. Mylące może wydać się również określenie watersaling, ponieważ rozpiera on nie watersztag, lecz waterbaksztag i teoretycznie powinien nazywać się waterbaksaling (ale czegoś takiego nie ma). Watersztag natomiast rozpierany może być przez delfiniak. Stąd następujące rozróżnienie.
- blindgafel (watersaling) - rozpiera waterbaksztag - usztywnienie poziome
- delfiniak (łabędziak) - rozpiera watersztag - usztywnienie pionowe